# Samsung Omnia M
Samsung Omnia M è uno smartphone prodotto dalla coreana Samsung, facente parte della serie Omnia con sistema operativo Windows Phone 7.

## Storia
Il terminale fu presentato a maggio del 2012 e introdotto sul mercato nel terzo trimestre dello stesso anno.

## Caratteristiche
Omnia M monta il sistema operativo Windows Phone Mango (poi aggiornato a Windows Phone 7.8), spinto da una CPU Qualcomm Snapdragon S2 da 1 Ghz e 384 MB di memoria RAM. Integra una fotocamera posteriore CMOS da 5 mpx ed una anteriore per videochiamate Skype con risoluzione VGA; la memoria flash arriva ad 8 GB con opzione di cloud-storage su SkyDrive (ora denominato OneDrive).